# (34764) 2001 QZ197
2001 QZ197 (asteroide 34764) é um asteroide da cintura principal. Possui uma excentricidade de 0.06941710 e uma inclinação de 11.57795º.
Este asteroide foi descoberto no dia 22 de agosto de 2001 por LINEAR em Socorro.